# Goosebumps (Travis Scott)
Goosebumps is een nummer van de Amerikaanse rappers Travis Scott en Kendrick Lamar uit 2016. Het is de derde en laatste single van Birds in the Trap Sing McKnight, het tweede studioalbum van Scott.
Scott kwam in 2017 in het Guinness Book of Records omdat hij het nummer vijftien keer op rij had opgevoerd. "Goosebumps" werd in 2016 een hit in de Verenigde Staten, waar het een bescheiden 32e positie haalde in de Billboard Hot 100. Aanvankelijk flopte het nummer in Europa, maar in het voorjaar van 2020 vond een opleving plaats waardoor het alsnog ook een Europese hit werd. In het Nederlandse taalgebied was het echter niet heel succesvol, met een 58e positie in de Nederlandse Single Top 100 en in Vlaanderen slechts een notering in de Tipparade.

## HVME remix
In 2020 bracht de Spaanse dj HVME een remix van het nummer uit. Dit deephousenummer met donker geluid bestormde wereldwijd de hitlijsten, en was in veel landen nog succesvoller dan het origineel. Het succes was in HVME thuisland Spanje vrij mager met een 51e positie, maar in veel andere Europese landen werd het een top 20-hit, zo ook in het Nederlandse taalgebied. In de Nederlandse Top 40 bereikte het de 11e positie, en in de Vlaamse Ultratop 50 de 14e.